# Quartier Saint-Michel d'Évreux

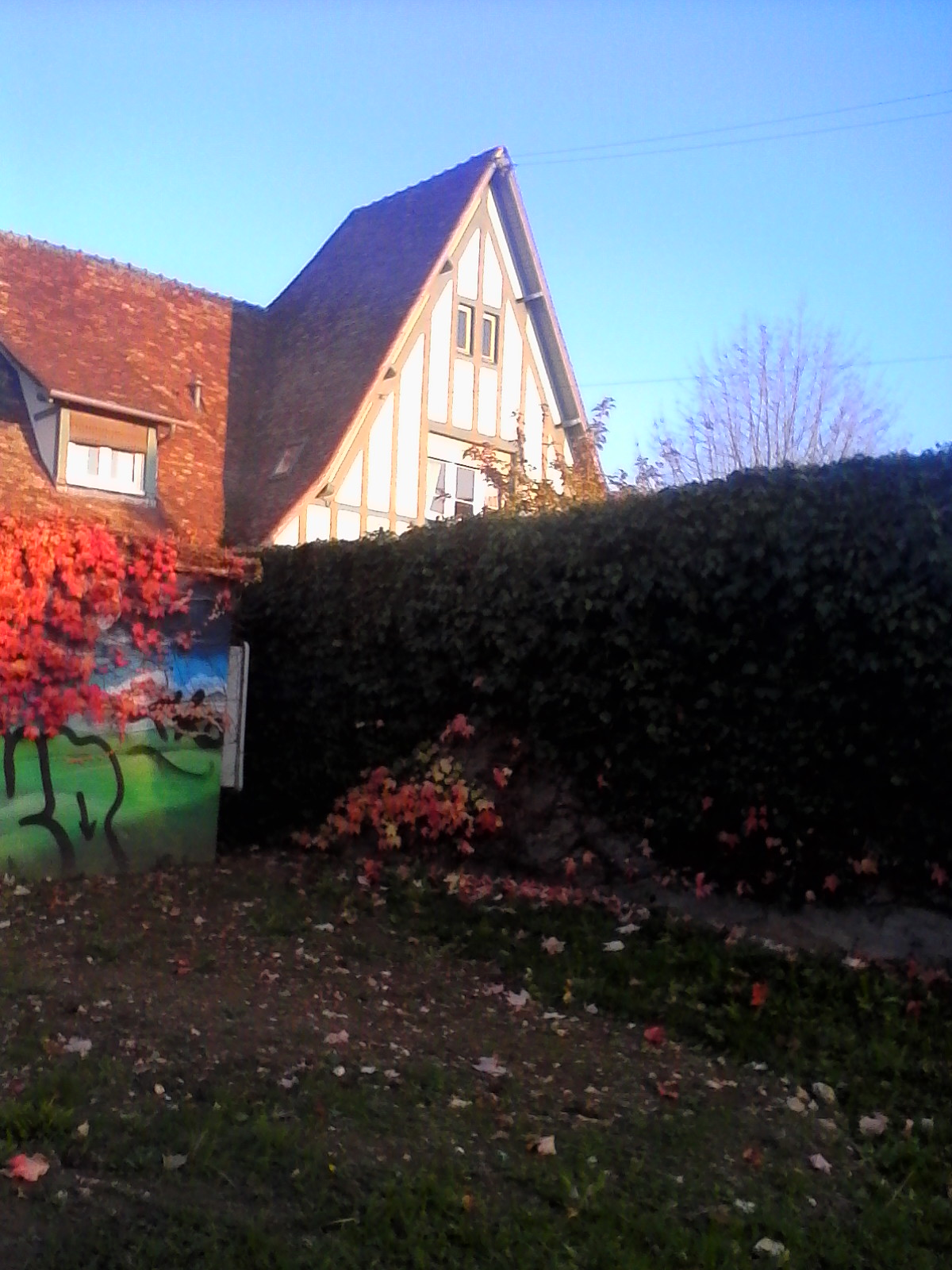
Maison à colombage saint Michel d’Évreux dans le style anglo-normand caractéristique de la reconstruction d’Évreux en Normandie de 1946 à 1954.

Le quartier Saint-Michel d'Évreux est une ancienne commune rattachée en 1921 à Évreux. Il est le plus vaste en superficie et le moins peuplé d'Évreux. Ce quartier se caractérise par son patrimoine de la reconstruction de 1946 à 1954.

## Urbanisme et démographie

### Urbanisme
Il s'agit d'un quartier de lotissement pavillonnaire de classe moyenne et de logement locatif privé, le tout dans une nature préservée et champêtre.

### Démographie
La population du quartier Saint-Michel s'élève à environ 6 000 habitants.

### Évolution récente
En 2022, la place Aimé-Doucerain, du nom d'un avocat au barreau d'Évreux, est restaurée dans un style post-moderne. Elle est inaugurée par le maire d'Évreux Guy Lefrand.

## Sites remarquables
- Vignoble sur coteaux[5];
- Église Saint-Michel d'Évreux, construite par l'architecte savoyard Maurice Novarina en 1963[6];
- Cité Lafayette, ancienne base américaine de l'OTAN, de 1944 à 1966 ;
- Calvaire du XIXe siècle, ancien lieu de pèlerinage local le Vendredi saint ;
- Forêt d'Évreux, l'une des plus grandes forêts domaniales de France ;
- Oratoire Saint Jean Eudes ;
- Panorama de la ville d'Évreux ;